# ستيف نورمان
ستيف نورمان (بالإنجليزية: Steve Norman)‏ هو موسيقي بريطاني، ولد في 25 مارس 1960 في لندن في المملكة المتحدة.

## وصلات خارجية
- ستيف نورمان على موقع IMDb (الإنجليزية)
- ستيف نورمان على موقع ميوزك برينز (الإنجليزية)
- ستيف نورمان على موقع ديسكوغز (الإنجليزية)